# 格格翼龍屬
格格翼龍屬是翼龍目梳頜翼龍科的一屬，化石發現於中國遼寧省北票市的義縣組，地質年代為白堊紀早期。
2007年，古生物學家汪筱林、亞歷山大·克爾納（Alexander Kellner）、周忠和等人將化石進行敘述、命名，模式種是張氏格格翼龍（G. changi）。屬名意為「格格的翼」，格格是當地滿族貴族女性的通稱，暗指這個標本的保存狀態細緻；種名則是以中國女性古生物學家張彌曼為名，她曾幫助中國、巴西古生物學界建立良好研究關係。隔年，汪筱林試圖將種名改為女性字根的changae，但國際動物命名法規沒有允許這項改名。
格格翼龍目前只有兩個標本，正模標本（編號IVPP V 11981）是一個遭到擠壓變形、破壞的部份身體骨骼，是個未成年個體，包含頭顱骨、脊椎、肋骨、腹肋、肩帶、後肢，以及暗色軟組織，分布於頭顱骨、腹肋、眼眶。由軟組織可知，頭部後側有些沒有分叉的小型纖維。格格翼龍的頜部延長，口鼻部平坦，上側曲線有凹處，具有低矮而細的冠飾，前額稍微凸出，頸椎延長。這個化石是在2001年發現於義縣組下層的頁岩，地質年代約1億2500萬年前。
研究人員根據格格翼龍的長喙狀嘴、眾多的針狀牙齒（約150顆），將牠們歸類於梳頜翼龍科。格格翼龍是首次在義縣組發現的梳頜翼龍科，當地有其他被懷疑是梳頜翼龍科的化石，並沒有將齒列保存下來。
在2011年發現第二個標本（編號IVPP V 11972），體型較小，而身體的已發現部位跟正模標本互有出入，也被發現更廣泛的類似毛髮組織。